# Veliki Snežnik
Veliki Snežnik je nejvyšší hora slovinského pohoří Snežnik, ležící v jeho jihovýchodní části. Na vrcholu je bývalé vojenské stavení a od roku 1961 horská chata Zavetišče na Velikem Snežniku. Snežnik byl před rozdělením Jugoslávie spojen s chorvatským Snježnikem v pohoří Gorski Kotar cestou „Put prijatelstva“. Po vyhlášení samostatnosti bývá překračování hranic problém.

## Výstup
Jedná se o lehkou turistickou trasu, vedoucí většinou po lesních cestách, jen pod vrcholem prochází stezka pásem kosodřeviny. Značení je v okolí vrcholu na dobré úrovni (ne však v celém pohoří).
Výchozí bod je chata Planinski dom na Sviščakih (1242 m), ke které vede z města Ilirska Bistrica silnice. Na hranicích lesa jsou osazeny dřevěné tabule, označující Biosférickou rezervaci Snežnik. Odsud je poprvé viděl vrchol. Jeho bělostný vršek vystupuje z pásma kosodřeviny zcela osamoceně. Zde již vyšlapaný chodník míjí bílá skaliska a míří ze sedla přímo na vrchol. Na vrcholu je chata Zavetišče na Velikem Snežniku a kruhový výhled na poloostrov Istrie, pohoří Gorski Kotar (ležící již v Chorvatsku), Dolomity, Julské Alpy a v noci na zářící města Portorož, Piran či Koper.

## Sestup
Sestup může být veden přes vrchol Malý Snežnik (1694 m) což je zhruba 30 min. z vrcholu Veliki Snežnik a dále k parkovišti, které je vzdálené 6 km od chaty Planinski dom na Sviščakih nebo po stejné cestě.